# Максвелл (единица измерения)
Ма́ксвелл (русское обозначение: Мкс, международное: Mx) — единица измерения магнитного потока в системе СГС.
Названа в честь английского физика Джеймса Клерка Максвелла по предложению Международной электротехнической комиссии (МЭК) в 1900 году. В 1930 году на сессии МЭК наименование было подтверждено.
1 максвелл = 1 гаусс·см² = 10−8 вебер.
В однородном магнитном поле с индукцией 1 гаусс магнитный поток в 1 максвелл проходит через плоский контур площадью 1 см², расположенный перпендикулярно вектору индукции.